# Hexalogía
Una hexalogía (de griego ἑξα- hexa-, "seis" y -λογία -logia, "discurso") es un trabajo literario o narrativo compuesto de seis trabajos distintos. La palabra aparentemente primero apareció en inglés tomado prestado de alemán, en discusiones de August Bungert en el ciclo de ópera Wagneriana titulado Homerische Welt basada en la Iliad y la Odisea. (el planeó hacer dos tetralogías, pero el tercio y cuartas óperas del ocho nunca fue escrito). Tanto pentalogía y hexalogía fueron utilizados por Théophile Gautier en 1859. En 1923 la palabra estuvo aplicada por un americano a Johannes V. Jensen es El Viaje Largo.
| Hexalogía                        | Fechas    | Autor                            | Medio                    |
| Der Biberpelz Y Der roter Hahn   | 1893–1901 | Gerhart Hauptmann                | Dos juegos de tres actos |
| El Viaje Largo                   | 1908–1922 | Johannes V. Jensen               | Novelas                  |
| Aus dem bürgerlichen Heldenleben | 1911–1922 | Carl Sternheim                   | Juegos                   |
| Los Cuatro Vientos de Amor       | 1937–1945 | Compton Mackenzie                | Novelas                  |
| Fortunas de Guerra               | 1960–1980 | Olivia Manning                   | Novelas                  |
| Túneles                          | 2007–2013 | Roderick Gordon y Brian Williams | Novelas                  |